# Сенофски, Берл
Берл Сенофски, иногда Бен Сенофски (англ. Berl Senofsky, Ben Senofsky; 19 апреля 1926, Филадельфия — 21 июня 2002, Балтимор) — американский скрипач и музыкальный педагог. Сын выходцев из России.
С шестилетнего возраста занимался у Луиса Персинджера, затем учился у Павла Стасевича и в Джульярдской музыкальной школе у Ивана Галамяна. В 1947 г. выиграл Наумбурговский конкурс молодых исполнителей, а в 1955 г. — Конкурс имени королевы Елизаветы в Брюсселе, в дальнейшем на протяжении многих лет был членом его жюри. В 1951—1955 гг. помощник концертмейстера в Кливлендском оркестре. В 1965—1996 гг. преподавал в Консерватории Пибоди, в 1983 г. мастер-классами в Шанхае заложил основание местной скрипичной школы.